# Curry Rivel
Curry Rivel è un villaggio e parrocchia civile dell'Inghilterra, appartenente alla contea del Somerset.